# チェッ!チェッ!チェッ!
「チェッ!チェッ!チェッ!」は、1986年6月にリリースされた岩崎良美の22枚目のシングルである。発売元はキャニオンレコード。

## 概要
表題曲はフジテレビ系列で放映されたアニメ番組『タッチ』の第3期オープニングテーマ曲である。B面曲の「約束」はエンディングテーマ曲となった。
オリコンチャート上では、同じく『タッチ』の主題歌である「タッチ」「愛がひとりぼっち」と共に、3作連続で週間15位以内にランクされた。
フジテレビ系列夕方のニュース番組『FNNスーパータイム』のスポーツコーナー内企画「南ちゃんを探せ」では、オープニングで本曲の前奏部分が流れていた。

## 収録曲
（全作詞：康珍化 - 作曲・編曲：芹澤廣明）
1. チェッ!チェッ!チェッ!
2. 約束